# Свети Георги Кремастенски
„Свети Георги Кремастенски“ (на гръцки: Σπηλαιοεκκλησία του Αγίου Γεωργίου του Κρεμαστού) е средновековна православна църква край южномакедонския град Сервия, Егейска Македония, Гърция.

## Описание
Храмът е разположен в Сервийския пролом, в се източното подножие на Сервийската крепост. В храма са запазени няколко ценни стенописи. Достъпът до църквата е по специално оформена пътека през гората.